# Alcoholic (singolo)
Alcoholic è un singolo della cantante statunitense Chanel West Coast, pubblicato il 9 luglio 2013 come quarto estratto dall'album in studio Now You Know. È stato scritto da Chanel West Coast e Richard Velonskis (Rich Skillz), il quale è anche il produttore.

## Video musicale
Il video musicale è stato reso disponibile il 6 dicembre 2013 ed è stato diretto da Nicholaus Goossen.

## Tracce
1. Alcoholic – 3:24